# UFC 111
UFC 111: St-Pierre vs. Hardy fue un evento de artes marciales mixtas celebrado por Ultimate Fighting Championship el 27 de marzo de 2010 en el Prudential Center en Newark, Nueva Jersey.

## Historia
La serie UFC Primetime volvió a edificar la pelea de campeonato de peso wélter de UFC entre GSP y Dan Hardy. Fue la primera vez que un peleador británico peleaba por el título de UFC.
Martin Kampmann se fijó inicialmente para enfrentarse a Ben Saunders, pero Kampmann fue sustituido por Jake Ellenberger, debido a un profundo corte sufrido en el entrenamiento.
Ricardo Funch se vio obligado a retirarse de una pelea contra Matthew Riddle por una razón no revelada. El recién llegado a UFC Greg Soto fue su reemplazo.

## Resultados
1. ↑  Por el Campeonato de Peso Wélter de UFC.
2. ↑  Por el Campeonato Interino de Peso Pesado de UFC.

## Premios extras
Cada peleador recibió un bono de $65,000.
- Pelea de la Noche:  Rodney Wallace vs. Jared Hamman
- KO de la Noche: Shane Carwin
- Sumisión de la Noche: Kurt Pellegrino